# Heteroeuxoa
Heteroeuxoa là một chi bướm đêm thuộc họ Noctuidae.